# Leonard Buczkowski
Leonard Buczkowski (Varsó, 1900. augusztus 5. – Varsó, 1967. február 19.) lengyel színész, filmrendező, forgatókönyvíró.

## Életpályája
A lengyel–szovjet háborúban (1919–1921) pilóta volt a Pilsudski-féle hadseregben. Leszerelése után 1921-ben színésznek szerződött a fővárosi Független Színházhoz. Stanisław Wysocki filmstúdiójában tanult. 1922-ben mint színész került kapcsolatba a filmmel. 1922–1927 között segédrendező és dokumentumfilm-alkotó volt a Kinostudio cégnél. Számos híradót is forgatott. 1928-ban készítette első önálló, nagyobb lélegzetű alkotását, és ettől kezdve mint filmrendező-forgatókönyvíró működött. 1928–1966 között 22 film rendezője volt.

## Munkássága
Nevéhez fűződött a felszabadulás utáni első jelentős produkció, az Ének a viharban (1947), amely az ellenállás korát idézte érzelemgazdagon, az akkor divatos dalok tükrében. Mulatságos vígjátéka volt a Kincs (1949). A moszkvai fesztiválon kitüntették A Sas tengeralattjáró (1959) című filmjét.

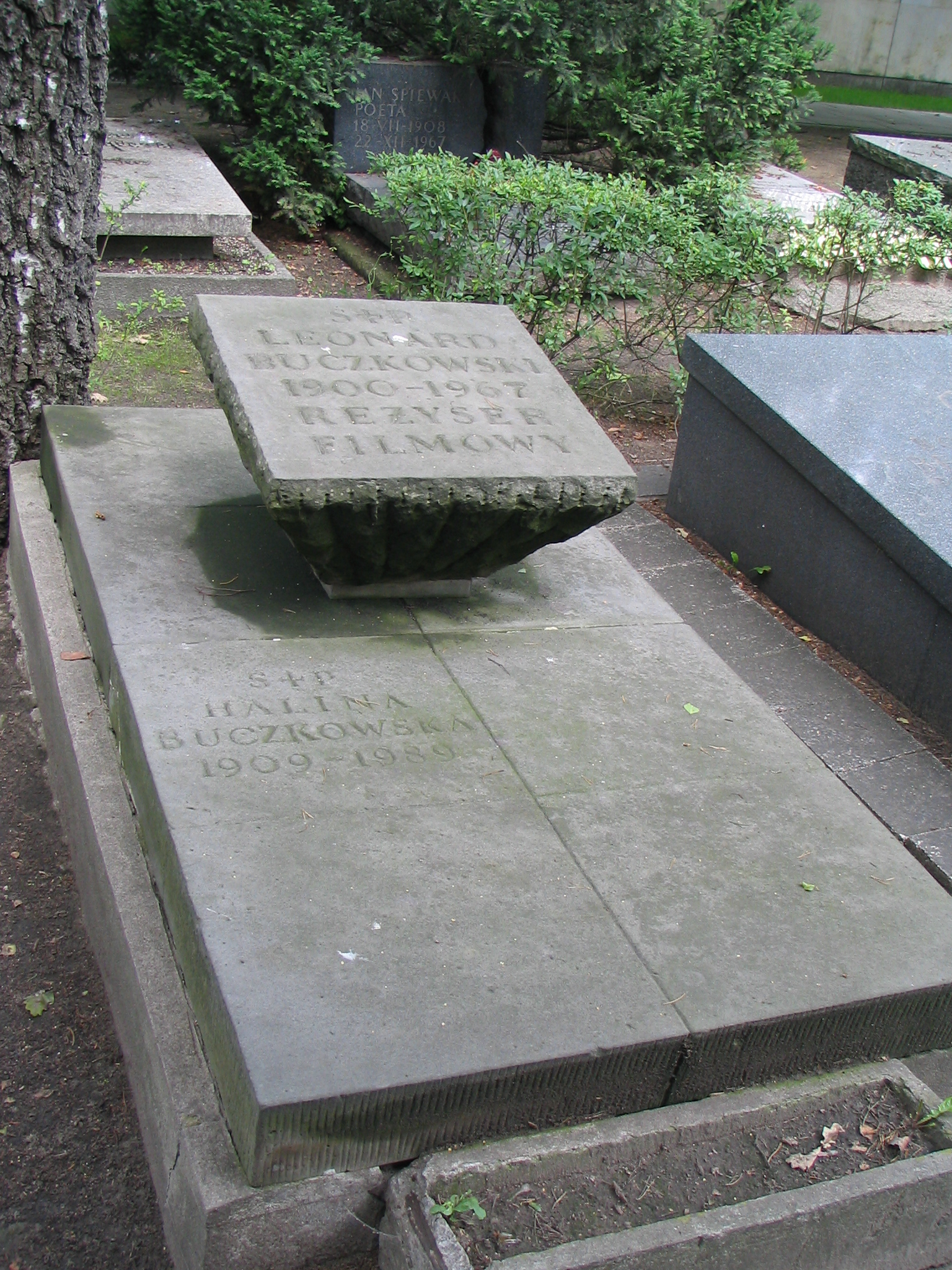
Leonard Buczkowski sírja

## Filmjei

### Filmrendezőként
- Bolondok (Szaleńcy) (1928)
- A csillagok százada (Gwiaździsta eskadra) (1930)
- A balti rapszódia (Rapsodia Bałtyku) (1935)
- A rettenetes udvar (Straszny dwór) (1936)
- A hűség folyója (Wierna rzeka) (1936)
- Florian (1938)
- Wilczur professzor végrendelete (Testament profesora Wilczura) (1942)
- Ének a viharban/Betiltott dalok (Zakazane piosenki) (1947)
- Kincs (Skarb) (1949)
- Az első start (Pierwszy start) (1951)
- Kaland Marienstadtban (Przygoda na Mariensztacie) (1954)
- Megszakított repülés (Przerwany lot) (1964)

### Forgatókönyvíróként
- L. 23-as akna (Szyb L-23) (1932) (filmrendező is)
- Fehér néger (Biały Murzyn) (1939) (filmrendező is)
- Lódz 1939-1945 (1945) (filmrendező is)
- Mares pilóta ügye (Sprawa pilota Maresza) (1956) (filmrendező is)
- Esős július (Deszczowy lipiec) (1958) (filmrendező is)
- A Sas tengeralattjáró (Orzeł) (1959) (filmrendező is)
- Az elmúlt idő (Czas przeszły) (1961) (filmrendező is)
- A bakfis (Smarkula) (1963) (filmrendező is)
- Mária és Napóleon (Marysia i Napoleon) (1966) (filmrendező is)

## Fordítás
- Ez a szócikk részben vagy egészben  a   Leonard Buczkowski című angol Wikipédia-szócikk fordításán alapul.  Az eredeti cikk szerkesztőit annak laptörténete sorolja fel. Ez a jelzés csupán a megfogalmazás eredetét és a szerzői jogokat jelzi, nem szolgál a cikkben szereplő információk forrásmegjelöléseként.